# إدوارد كونولي
إدوارد كونولي (بالإنجليزية: Edward Conolly)‏ هو محامي وسياسي نيوزلندي، ولد في 31 أغسطس 1822، وتوفي في 8 نوفمبر 1908. انتخب وزير العدل ‏ (11 أكتوبر 1882 – 16 أغسطس 1884) وانتخب عضو مجلس النواب النيوزيلندي.